# Tieton
Tieton är en ort i Yakima County i delstaten Washington. Vid 2010 års folkräkning hade Tieton 1 191 invånare.

## Kända personer från Tieton
- Peter Rademacher, boxare